# Пружинно-поршневое пневматическое оружие
Пружинно-поршневое пневматическое оружие — вид пневматического оружия, в котором увеличение давления воздуха для ускорения снаряда достигается за счет использования энергии сжатой пружины.

## История
Для целевой любительской стрельбы повсеместно используются пули 4,5 миллиметра разного вида и массы, стальные шарики BB, а также дротики.
Охотничья пневматика отличается от спортивной более высокой мощностью выстрела (начальной кинетической энергии пули).
Бывает как в калибрах 4,5 мм, так и в более крупных 5,0 мм (.20 в долях дюйма) 5,5 мм (.22, наиболее распространённый калибр охотничьей пневматики), 6,35 мм и выше.

## Российская пневматика
Наиболее популярные образцы (выпускаемые Ижевским механическим заводом):
- ПСР — родоначальник российского пневматического оружия, переработанного из немецкой ППП DIANA 22 , более упрощена, но распространения не получила
- ПСРМ — предшественница ПСРМ-2-55 производимая с 1945 года очень старая винтовка и очень редкая, есть отличия от ПСРМ-2-55 в спусковом механизме
- ПСРМ-2-55 — предшественница ИЖ-22 , переломка, производимая с 1955 года, очень редкая ППП имеет деревянный приклад, латунный о 12 нарезах ствол
- ИЖ-22 -предшественница ИЖ-38, переломка, чаще можно найти в старых школах. Особенность: латунный ствол о 12 нарезах, в казённой части ствола имеется проточка для кожаного уплотнительного колечка;
- ИЖ-38 — винтовка переломка, чаще всего можно встретить в тирах парков и зон отдыха. Открытое прицельное приспособление целик-мушка;
- ИЖ-40 — пистолет переломной конструкции, предшественник ИЖ-53. Шесть нарезов и высокая надёжность конструкции. Закрытая мушка.
- ИЖ-53 — пневматический пистолет переломной конструкции, основным и практически единственным достоинством является высокая надёжность. Для более-менее серьёзного применения требует серьёзных доработок;
- ИЖ-60 — винтовка рычажного взвода. Современный дизайн, наметка на буллпап, цилиндро-поршневая группа максимально приближена к прикладу, что способствует кучной стрельбе, винтовка пригодна для начального обучения спортивной стрельбе по мишеням на 10 метров;
- ИЖ-61 — модификация Иж-60 с магазином на 5 пуль. Отличается чуть более высокой стоимостью и, иногда, меньшей кучностью стрельбы за счет частичной деформации пуль при их досылании в ствол;
- МР-512 — однозарядная пневматическая винтовка. Взвод боевой пружины осуществляется переламыванием ствола в вертикальной плоскости. Предназначена для начального обучения стрельбы по мишеням и развлекательной стрельбы. Существует усиленная модификация винтовки МР-512М, предназначенная для охоты;
- МР-514K — компактная пневматическая винтовка, выполненная по схеме буллпап. Ствол расположен параллельно цилиндру. Имеет барабанный магазин на 8 пуль либо 10 стальных шариков, взведение осуществляется «отгибанием» ствола вверх-назад на угол порядка 120 градусов. Её доводка, по сравнению с MP-512, значительно сложнее, мощность меньше, а результат менее стабилен;
- МР-513 — охотничья пружинно-поршневая винтовка переломной конструкции, выпускается в калибрах 4.5 и 5.5 мм, имеет паспортную энергию выстрела 25 Дж, продается по лицензии.

Почти вся российская пневматика не дотягивает по мощности и по качеству иностранных разработок, но зато имеет невысокую цену. Она отлично подходит для получения начальных навыков стрельбы и развлечения, однако для более серьёзных задач стрельбы требует доработок.

## Зарубежное производство
Наиболее известны на территории РФ фирмы Diana, Gamo, Hatsan, Weihrauch, Stoeger.
Более высокое качество и цена. Почти все подходят для охоты на мелких зверей.

## Описание
Пружинно-поршневые пневматические винтовки (англ. spring-piston airguns) наиболее распространенный и всем знакомый тип пневматического оружия. Энергия для произведения выстрела запасается в предварительно сжатой пружине. Это означает, что перед каждым выстрелом винтовка требует взведения.
Рычагом для взвода может служить сам ствол — это хорошо знакомые многим «переломки» (англ. break barrel). Также существует множество систем с неподвижным стволом, рычаг взвода может быть расположен под стволом (англ. underlever), сбоку (чаще всего справа, англ. sidelever) или снизу (англ. overlever), спрятан в цевьё.
В процессе выстрела потенциальная энергия сжатой пружины при помощи воздуха преобразуется в кинетическую энергию пули. Пружина толкает поршень, который к концу своего хода набирает скорость около 15—20 м/с. Поршень сжимает воздух в компрессоре.  Процесс очень быстротечен и характеризуется законами термодинамики. Любое горючее вещество, в том числе и масло, при этом воспламеняется, то есть происходит так называемое дизелирование, способное существенно повредить пружину и манжету поршня. Именно поэтому так важно правильно смазывать пружинно-поршневую винтовку, не допуская попадание масла в компрессор.
Пуля начинает трогаться после прохождения поршнем примерно 90 % своего пути. Энергия сжатого и разогретого газа начинает трансформироваться в кинетическую энергию пули. Давление продолжает расти и достигает своего максимума после прохождения пулей примерно 5—10 см ствола, в зависимости от объёма компрессора. Для мощных пружинно-поршневых винтовок давление может достигать значения 200 и более атмосфер. Поскольку площадь поршня несоизмеримо больше площади пули, поршень останавливается воздушной подушкой, и происходит его отскок. Сила, действующая на поршень, в данный момент равна давлению умноженному на площадь и может достигать тонны и более, а перегрузка — сотни g. В норме величина отскока поршня невелика, давление перед поршнем скачкообразно снижается, а сила, действующая на поршень, становится меньше силы пружины. Поршень вновь начинает двигаться вперёд. Пуля к этому моменту получает до половины дульной энергии. Весь процесс выстрела, от начала движения поршня и до покидания пулей ствола, занимает около 10—20 мс.
В последнее время широкое распространение в качестве источника энергии в пружинно-поршневых винтовках получили газовые пружины (ГП). Газовая пружина представляет собой емкость, наполненную газом под давлением. С одной стороны пружина имеет шток, подвижный в продольном направлении. Под действием внешней силы шток уходит в корпус пружины, после прекращения приложения силы, выталкивается сжатым газом обратно.
Впервые, в середине 1980-х годов, ГП в своих винтовках применила британская фирма Theoben. Долгое время решение не пользовалось популярностью у производителей, но в начале 2000-х годов газовые пружины начали делать и в России. Дело приобрело широкий размах и через небольшое время делались пружины на все известные винтовки с боковым зацепом поршня.
Источник энергии в газовой пружине — сжатый газ — в отличие от проволоки обычной витой пружины не теряет своих свойств. Газовая пружина не садится. Ресурс ГП зависит только от ресурса уплотнения штока. По этой же причине ГП может находиться в сжатом состоянии неограниченное количество времени, это никак не отражается на ее работоспособности. Газовая пружина может только сжиматься и разжиматься, она не может изгибаться или вибрировать. При использовании газовой пружины отсутствуют посторонние звуки при взводе винтовки и при выстреле. Нет дребезга и лязга, нет вибраций. Разница не так чувствуется на дорогих винтовках, но на дешёвых стрелок получает долгожданное ощущение выстрела, вместо «катастрофы игрушечного поезда».
Коэффициент сжатия большинства газовых пружин (отношение давления в сжатой пружине к давлению в разжатой) весьма невелик и находится в диапазоне 1,2—1,4, то есть усилие полностью сжатой и разжатой пружины почти одинаково. При одинаковой потенциальной (запасённой) энергии усилие сжатой пружины ниже, чем у аналога из проволоки. Нагрузка на механизмы ниже, отдача комфортнее для стрелка.
К некоторым минусам газовой пружины можно отнести то, что давление газа зависит от окружающей температуры (термозависимость).